# Górnik Janów
Górnik Janów – polski klub sportowy z siedzibą w dzielnicy Katowic, Janowie. Klub został rozwiązany. 

## Hokej na lodzie
W wyniku reorganizacji sportu w Polsce na wzór radziecki, klub hokejowy  RKS 20 Kopalnia Katowice został zaszeregowany do Zrzeszenia Sportowego „Górnik”. Wiązało się to ze zmianami organizacyjnymi – klub występował jako koło sportowe przy Kopalni Katowice i zmienił nazwę na Górnik, a także utratą najzdolniejszych zawodników, którzy w 1950 zostali przeniesieni do Terenowego Koła Sportowego Szopienice. Tam, wraz z hokeistami innych górniczych klubów (Górnik 09 Mysłowice, Siła Giszowiec, Górnik Siemianowice), utworzyli reprezentację górniczego zrzeszenia, które rywalizowało pod szyldem Górnika Janów. Cztery lata później, w 1955, również na mocy odgórnych decyzji, 13 najlepszych zawodników Górnika Janów zostało przeniesionych do Górnika Katowice. Zbiegło się to z awansem koła Kopalni Katowice do najwyższej klasy rozgrywkowej.
Na przełomie lat 40./50. XX wieku zespół Górnika Janów uczestniczył w rozgrywkach mistrzostw Polski, zdobywając dwa srebrne i trzy brązowe medale:
- 1950: 2. miejsce
- 1951: 3. miejsce (ex aequo)[2][3][4]
- 1952: 2. miejsce
- 1953: 3. miejsce
- 1954: 3. miejsce

Zawodnikiem Górnika był m.in. Alfred Gansiniec.

## Zapasy
Zawodnikiem sekcji zapaśniczej był Antoni Gołaś.